# アメリカシオニスト機構
アメリカシオニスト機構（英語: Zionist Organization of America "ZOA"）とは、アメリカ合衆国に存在する、中東のパレスチナにおけるシオニズムおよびシオニズム国家「イスラエル」を支援する組織である。1897年創設。現在の代表者はモートン・クレイン。
アメリカにおける、最初のユダヤ人ロビー団体であるとされる。
今日、30000人ほどの構成員がいるとされる。

## 概要

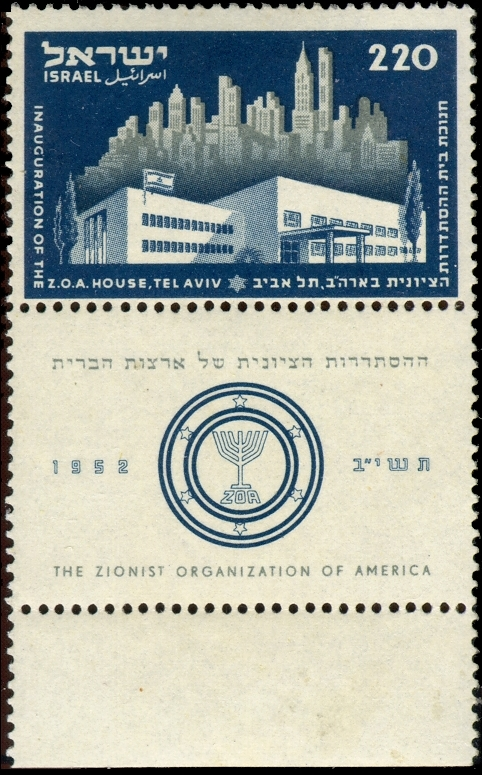
イスラエルで発行されたZOAの記念切手

この組織の源流は、1896年創設の「アメリカンシオニスト連盟」（FAZ）にある。
ZOAは、「パレスチナの地にユダヤ人の国を創る」という目標を掲げて1897年に結成された。姉妹機構であるユダヤ人女性団体「ハダッサー」や、後にイスラエル初代首相となるダヴィド・ベン＝グリオン率いる「ポアレ・ツィオン」（「シオンの労働者」という意味）、リトアニアで創設された修正シオニズム機構である「ミズラヒ」などと連携し、アメリカにおけるシオニズム運動で大きな役割を担う。
2011年現在にいたるまで、アメリカにおける有力なロビー団体として活動を続けている。2005年にイスラエルのアリエル・シャロン首相（当時）が発表したガザ地区撤退計画に強硬に反対するなど、パレスチナに対する姿勢は厳しい。
また、バラク・オバマが大統領に選出された際に中東特使に赴任したジョージ・J・ミッチェル（後に辞任）を批判している。

### その他ユダヤ人ロビー団体
- AIPAC - 全米最強と目されるユダヤ人ロビー団体
- J Street - 2008年4月創設の新しいユダヤ人ロビー団体

### その他関連項目
- シオニズム - イスラエル
- パレスチナ問題
- グレン・ベック - 2011年に「イスラエル守護者賞」をZOAから授与されたアメリカの有名な保守系コメンテーター。